# Lehrrettungswache
Eine Lehrrettungswache ist eine Rettungswache, an der „Rettungsassistenten im Praktikum“ bzw. „Notfallsanitäter im Praktikum“ ihre zwölf Monate in Vollzeit („Jahrespraktikanten“), nebenberuflich ihre 1600 Stunden, davon mindestens 960 Stunden in der Notfallrettung mit mindestens 400 Notfalleinsätzen fahren können; dazu § 7 Rettungsassistentengesetz (RettAssG):
„Rettungswachen sind für die praktische Ausbildung nach § 7 RettAssG als Lehrrettungswachen geeignet, wenn sie ganzjährig betrieben werden und nach dem Einsatzaufkommen, der personellen Besetzung sowie der sächlichen Ausstattung in der Lage sind, Praktikanten in allen für ihre Berufsausübung als Rettungsassistent wesentlichen/notwendigen Kenntnissen und Fertigkeiten zu unterweisen.“
Anforderungen an eine Lehrrettungswache:
- Das Einsatzaufkommen der Rettungswache soll mindestens 800 Notfalleinsätze im Jahr betragen
- Der Rettungsassistent im Praktikum muss die Möglichkeit haben, an mindestens 400 Notfalleinsätzen teilzunehmen
- Eine ärztliche Aufsicht muss bestimmt sein
- Ein an der Rettungswache hauptberuflicher Rettungsassistent mit der Qualifikation „Lehrrettungsassistent“ muss bestimmt sein
- Mindestens ein Rettungswagen nach DIN 75 080 ist in der Wache vorzuhalten

Die Anforderung an die Rettungswachen zur Qualifikation einer Lehrrettungswache sind allerdings Landesrecht und damit in den Bundesländern zum Teil anders geregelt. Teilweise ist es auch erforderlich, dass ein KTW an der Wache stationiert ist.
Zusätzlich werden auch Rettungshelfer (RH) und Rettungssanitäter (RS) an einer Lehrrettungswache ausgebildet.